# Bitwa pod Miednikami (1320)
Bitwa pod Miednikami – jedno ze starć w wojnach Wielkiego Księstwa Litewskiego z Zakonem krzyżackim, stoczone 27 lipca 1320 roku w okolicach Miedników.
Bitwa zakończyła się klęską wojsk zakonnych. W starciu zginął marszałek zakonu Henryk von Plötzkau oraz 29 rycerzy zakonnych wraz z jednostkami pomocniczymi. Jeden z rycerzy, Gerhard Rode, dostał się do niewoli. Zwycięstwo Litwinów skutkowało krótkotrwałym przejęciem przez nich inicjatywy w wojnie.